# Rec. 2100
一般的に略称のRec. 2100ないしBT.2100として知られるITU-R勧告BT.2100は、BT.1886EOTFおおびSDR-TVでこれまでに推奨されていたその他の伝達関数にかえて知覚量子化器（PQ）ないしハイブリッド・ログ＝ガンマ（HLG）伝達関数の使用を推奨してハイダイナミックレンジテレビジョン（HDR-TV）を導入している。
この規格は画面解像度（HDTVおよびUHDTV）、フレームレート、クロマ・サブサンプリング、ビット深度、色空間および伝達関数などのHDR-TVのさまざま側面を定義している。
この勧告は2016年7月4日に国際電気通信連合（ITU）のWebサイトに掲載された。
Rec. 2100はRec. 2020のいくつかの側面を拡張している。

## 技術的側面

### 伝達関数
Rec. 2100は知覚量子化器（PQ）およびハイブリッド・ログ＝ガンマ（HLG）の2種類のHDR伝達関数を定義している。HLGはRec. 2100でサポートされており、1,000 cd/m2の公称ピーク輝度で、システムのガンマ値は背景の輝度に応じて調整可能である。リファレンスとなる視聴環境では、ディスプレイのピーク輝度は狭い領域のハイライトで1000 cd/m2、黒レベルは0.005 cd/m2以下であることが望ましい。周辺の照明は5 cd/m2の標準光源D65の中性灰色である必要がある。画面に光が当たらないようにする。
それぞれのセットで文書化された伝達関数には以下のものがある：
- 電気光伝達関数（EOTF)：非線形の信号値をディスプレイの光に割り当てる
- 光光伝達関数（OOTF）：相対的な線形のシーンの光を線形のディスプレイの光に割り当てる
- 光電伝達関数（OETF）：相対的な線形のシーンの光を非線形の信号値に割り当てる

### システムのカラリメトリー
Rec. 2100は広色域であるRec. 2020と同じ原色体を使用している。
| 色空間        | 白色点 | 白色点 | 原色  | 原色  | 原色  | 原色  | 原色  | 原色  |
| 色空間        | xW     | yW     | xR    | yR    | xG    | yG    | xB    | yB    |
| ------------- | ------ | ------ | ----- | ----- | ----- | ----- | ----- | ----- |
| ITU-R BT.2100 | 0.3127 | 0.3290 | 0.708 | 0.292 | 0.170 | 0.797 | 0.131 | 0.046 |

### 解像度
Rec. 2100では1920 x 1080（FHD）、3840 x 2160（4K UHD）および7680 x 4320（8K UHD）の3種類の解像度を指定している。これらの解像度は16:9の画面アスペクトレシオと正方形のピクセルを有している。

### フレームレート
Rec. 2100は以下のフレームレートを指定している：120p, 119.88p, 100p, 60p, 59.94p, 50p, 30p, 29.97p, 25p, 24p, 23.976p。プログレッシブ・スキャンのフレームレートのみが許容される。

### 数値表現
Rec. 2100はピクセルあたり10ビットと12ビットの両方のビット深度を、ナローレンジないしフルレンジのカラー値で指定している。
ナローレンジカラーでは、サンプルあたり10ビットで黒レベルは64、512が無色のグレイレベルおよび公称ピークはRGBおよびY, Iでは940、CbCrまたはCtCpは960となる。コード値0〜3および1,020〜1,023はタイミング基準として使用することが可能であり、画像データとしては避けるべきである。画素あたり12ビットでは黒レベルは256、無色のグレイレベルは2,048で、公称ピークはRGBおよびY, Iでは3,760、CbCrまたはCtCpでは3,840である。コード値0〜15および4,080〜4,095はタイミング基準として使用することが可能であり、画像データとしては避けるべきである。
フルレンジカラーでは、10ビットでは黒レベルは0、512が無色のグレイレベルで1023が公称ピークとなり、12ビットでは0、2048、4092（4093〜4095は1023段階を有する10ビットADC/DAC回路のクリッピングエラーを除外するために避けられる）である。

### 信号形式
Rec. 2100はRGB、YCbCr、ICtCpの各形式を指定している。ICtCpはハイダイナミックレンジ（HDR）および広色域（WCG）用に設計された改良された色表現を提供する。

### 輝度係数
Rec. 2100では4:4:4、4:2:2および4:2:0クロマ・サブサンプリングを使用したRGB、YCbCrおよびICtCp信号形式が使用可能である
。
Rec. 2100では輝度信号Y'が作られる場合には、Rec. 2020と同じR'G'B'係数（赤：0.2627、緑：0.678、青：0.0593）が使用される。